# Mestra aurantia
Mestra aurantia är en fjärilsart som beskrevs av Archibald C. Weeks 1902. Mestra aurantia ingår i släktet Mestra och familjen praktfjärilar. Inga underarter finns listade i Catalogue of Life.